# Truckstar
Truckstar is een Nederlands tijdschrift dat eens in de vier weken wordt uitgegeven en zich richt op de vrachtwagenchauffeur. Naast de reguliere edities verschijnen er jaarlijks ook verschillende specials zoals de Supertruck Special en de Zwaar en Speciaal Transport Special. Het wordt zowel in Nederland als in België verspreid.
Het blad heeft een naamsbekendheid in de branche van bijna 100%. Truckstar is in 1980 gelanceerd op de Nederlandse markt. Het blad werd uitgegeven door Sanoma Media te Hoofddorp.
In de grote reorganisatieronde van Sanoma Magazines eind 2013 werd gemeld dat het blad in 2014 te koop werd gezet. Medio 2014 is het blad overgenomen door New Skool Media te Amsterdam.
Het blad organiseert jaarlijks in het laatste weekend van juli het Truckstar Festival op het circuit van Assen en de verkiezing van de Mooiste Truck van Nederland.

## Oplage
| Jaar | Betaalde gerichte oplage | Totaal verspreide oplage |       |
| ---- | ------------------------ | ------------------------ | ----- |
| 2007 | 42.707                   | 44.619                   | [ 1 ] |
| 2011 | 39.524                   | 40.453                   | [ 2 ] |
| 2012 | 38.485                   | 41.198                   | [ 3 ] |